# Mercedes Paz
Mercedes María Paz (San Miguel de Tucumán, 27 giugno 1966) è un'allenatrice di tennis ed ex tennista argentina.

## Carriera
A livello giovanile si fa notare per la vittoria degli US Open 1984 nel doppio ragazze insieme a Gabriela Sabatini.
Fa il suo esordio tra le professioniste nel 1984 e nello stesso anno vince il primo titolo nel doppio a Tokyo.
In carriera vince un totale di tre titoli in singolare e venti nel doppio, nei tornei dello Slam ha raggiunto le semifinali al Roland Garros 1991, con Sabatini e agli US Open dello stesso anno con Leila Meskhi.
In Fed Cup gioca un totale di trentatré match con la squadra argentina vincendone ventuno.

## Statistiche

### Singolare

#### Vittorie (3)
| Legenda: Prima del 2009 | Legenda: Dal 2009     |
| ----------------------- | --------------------- |
| Grande Slam (0)         |                       |
| Ori Olimpici (0)        |                       |
| WTA Championships (0)   |                       |
| Tier I (0)              | Premier Mandatory (0) |
| Tier II (0)             | Premier 5 (0)         |
| Tier III (0)            | Premier (0)           |
| Tier IV & V (3)         | International (0)     |

| No. | Data            | Torneo                                   | Superficie  | Avversaria in finale | Punteggio     |
| 1.  | 18 marzo 1985   | Brasil Open, São Paulo                   | Terra rossa | Laura Arraya         | 5–7, 6–1, 6–4 |
| 2.  | 7 novembre 1988 | Brasil Open, Guarujá                     | Cemento     | Rene Simpson         | 7–5, 6–2      |
| 3.  | 21 maggio 1990  | Internationaux de Strasbourg, Strasburgo | Terra rossa | Ann Grossman         | 6–2, 6–3      |

### Doppio

#### Vittorie (22)
| Legenda: Prima del 2009 | Legenda: Dal 2009     |
| ----------------------- | --------------------- |
| Grande Slam (0)         |                       |
| Ori Olimpici (0)        |                       |
| WTA Championships (0)   |                       |
| Tier I (0)              | Premier Mandatory (0) |
| Tier II (2)             | Premier 5 (0)         |
| Tier III (2)            | Premier (0)           |
| Tier IV & V (18)        | International (0)     |

| No. | Data             | Torneo                                         | Superficie  | Compagna                | Avversarie in finale                    | Punteggio         |
| 1.  | 1º ottobre 1984  | Borden Classic, Tokyo                          | Cemento     | Ronni Reis              | Emilse Raponi Adriana Villagrán         | 6–4, 7–5          |
| 2.  | 18 marzo 1985    | Brasil Open, São Paulo                         | Terra rossa | Gabriela Sabatini       | Csilla Bartos Neige Dias                | 7–5, 6–4          |
| 3.  | 19 agosto 1985   | Virginia Slims of Central New York, Monticello | Cemento     | Gabriela Sabatini       | Kateřina Skronská Andrea Holíková       | 5–7, 6–4, 6–3     |
| 4.  | 10 novembre 1986 | Puerto Rico Open, San Juan                     | Cemento     | Lori McNeil             | Gigi Fernández Robin White              | 6–2, 3–6, 6–4     |
| 5.  | 1º dicembre 1986 | WTA Argentine Open, Buenos Aires               | Terra rossa | Lori McNeil             | Manon Bollegraf Nicole Muns-Jagerman    | 6–1, 2–6, 6–1     |
| 6.  | 6 aprile 1987    | Family Circle Cup, Hilton Head                 | Terra verde | Eva Pfaff               | Zina Garrison Lori McNeil               | 7–6(6), 7–5       |
| 7.  | 30 novembre 1987 | WTA Argentine Open, Buenos Aires               | Terra rossa | Gabriela Sabatini       | Jill Hetherington Christiane Jolissaint | 6–2, 6–2          |
| 8.  | 4 luglio 1988    | Swedish Open, Båstad                           | Terra rossa | Sandra Cecchini         | Linda Ferrando Silvia La Fratta         | 6–0, 6–2          |
| 9.  | 11 luglio 1988   | Belgian Open, Bruxelles                        | Terra rossa | Tine Scheuer-Larsen     | Katerina Maleeva Raffaella Reggi        | 7–6(3), 6–1       |
| 10. | 7 novembre 1988  | Brasil Open, Guarujá                           | Cemento     | Bettina Fulco           | Carin Bakkum Simone Schilder            | 6–3, 6–4          |
| 11. | 1º maggio 1989   | Taranto Open, Taranto                          | Terra rossa | Sabrina Goleš           | Sophie Amiach Emmanuelle Derly          | 6–2, 6–2          |
| 12. | 22 maggio 1989   | Internationaux de Strasbourg, Strasburgo       | Terra rossa | Judith Wiesner          | Lise Gregory Gretchen Magers            | 6–3, 6–3          |
| 13. | 17 luglio 1989   | Belgian Open, Bruxelles                        | Terra rossa | Manon Bollegraf         | Carin Bakkum Simone Schilder            | 6–1, 6–2          |
| 14. | 24 luglio 1989   | Swedish Open, Båstad                           | Terra rossa | Tine Scheuer-Larsen     | Sabrina Goleš Katerina Maleeva          | 6–2, 7–5          |
| 15. | 11 dicembre 1989 | Brasil Open, Guarujá                           | Cemento     | Patricia Tarabini       | Claudia Chabalgoity Luciana Corsato     | 6–2, 6–2          |
| 16. | 9 aprile 1990    | MPS Group Championships, Amelia Island         | Terra verde | Arantxa Sánchez Vicario | Regina Rajchrtová Andrea Temesvári      | 7–6(5), 6–4       |
| 17. | 16 aprile 1990   | Eckerd Tennis Open, Tampa                      | Terra rossa | Arantxa Sánchez Vicario | Laura Arraya Sandra Cecchini            | 6–2, 6–0          |
| 18. | 23 aprile 1990   | Barcelona Ladies Open, Barcellona              | Terra rossa | Arantxa Sánchez Vicario | Sabrina Goleš Patricia Tarabini         | 6(7)–7, 6–2, 6–1  |
| 19. | 9 luglio 1990    | Swedish Open, Båstad                           | Terra rossa | Tine Scheuer-Larsen     | Carin Bakkum Nicole Muns-Jagerman       | 6–3, 6(10)–7, 6–2 |
| 20. | 2 dicembre 1991  | Brasil Open, São Paulo                         | Terra rossa | Inés Gorrochategui      | Renata Barański Laura Glitz             | 6–2, 6–2          |
| 21. | 31 gennaio 1994  | ASB Classic, Auckland                          | Cemento     | Patricia Hy             | Jenny Byrne Julie RicCementoson         | 6–4, 7–6(3)       |
| 22. | 24 aprile 1995   | Croatian Bol Ladies Open, Zagabria             | Terra rossa | Rene Simpson            | Laura Golarsa Irina Spîrlea             | 7–5, 6–2          |